# Carmen Reinhart
Pour les articles homonymes, voir Reinhart.
Carmen Reinhart, née en octobre 1955 à La Havane (Cuba), est une économiste américaine d'origine cubaine.

## Biographie
Carmen Castellanos naît en 1955 à La Havane (Cuba). Elle a dix ans quand ses parents émigrent aux États-Unis, s’installant d’abord en Californie, puis en Floride. Elle obtient un PhD en économie à l'université Columbia, où elle a rencontré son mari, Vincent R. Reinhart, devenu chercheur à l’American Enterprise Institute.
Elle est économiste chez Bear Stearns puis travaille plusieurs années au Fonds monétaire international (FMI), où elle est en dernier lieu directrice adjointe du service des études.
Elle est professeur d’économie et directrice du Centre pour l'économie internationale à l’université du Maryland. Elle siège aussi dans divers organismes, notamment au Council on Foreign Relations.
Carmen Reinhart a publié un grand nombre d’articles, en particulier dans l'American Economic Review, le Journal of Political Economy et le Quarterly Journal of Economics. Ses thèmes de prédilection sont les mouvements de capitaux internationaux, l'inflation, les taux de change et les crises bancaires et financières.
Présentés en 2008 et 2009 aux congrès annuels de l'American Economic Association (AEA), ses travaux récents réalisés avec Kenneth Rogoff, professeur de politique publique à l'université Harvard, ont été spécialement remarqués : ils annonçaient que la crise financière qui s'est développée à partir de 2007 était loin d'avoir produit toutes ses conséquences. Ces travaux ont été développés dans un livre paru en octobre 2009, This Time Is Different: Eight Centuries of Financial Folly, qui met en évidence la récurrence à travers l'histoire économique de périodes de surchauffe et de crise remarquablement similaires — y compris par le fait qu'on les considère toujours comme différentes des précédentes, d'où le titre du livre.
En mai 2020, elle est nommée chef économiste de la Banque mondiale.

## Controverses
Dans un article publié avec Kenneth Rogoff en 2010, intitulé « Growth in a Time of Debt (en) », Carmen Reinhart affirme qu'en moyenne la croissance économique est en récession dans les pays dont la dette représente plus de 90 % du PIB. En avril 2013, une controverse apparaît sur cette étude, d'autres économistes mettant en lumière des erreurs méthodologiques,. Rogoff et Reinhardt ont alors clamé que leurs conclusions étaient justes, malgré ces erreurs.

## Publications
- Carmen Reinhart et Kenneth Rogoff (trad. Michel le Séac'h), Cette fois, c'est différent. Huit siècles de folie financière [« This Time is Different: Eight Centuries of Financial Folly »], Princeton University Press, 2009